# Sbarro Challenge
La Sbarro Challenge è una concept car di un'autovettura sportiva prodotta da Franco Sbarro in tre esemplari dal 1985 al 1987.

## Sviluppo
La vettura venne esposta per la prima volta al pubblico presso il salone automobilistico di Ginevra del 1985. L'anno successivo, sempre all'autosalone ginevrino, fu lanciato il modello 2+2, mentre nel 1987 fu rilasciata la Challenge 3.

## Tecnica

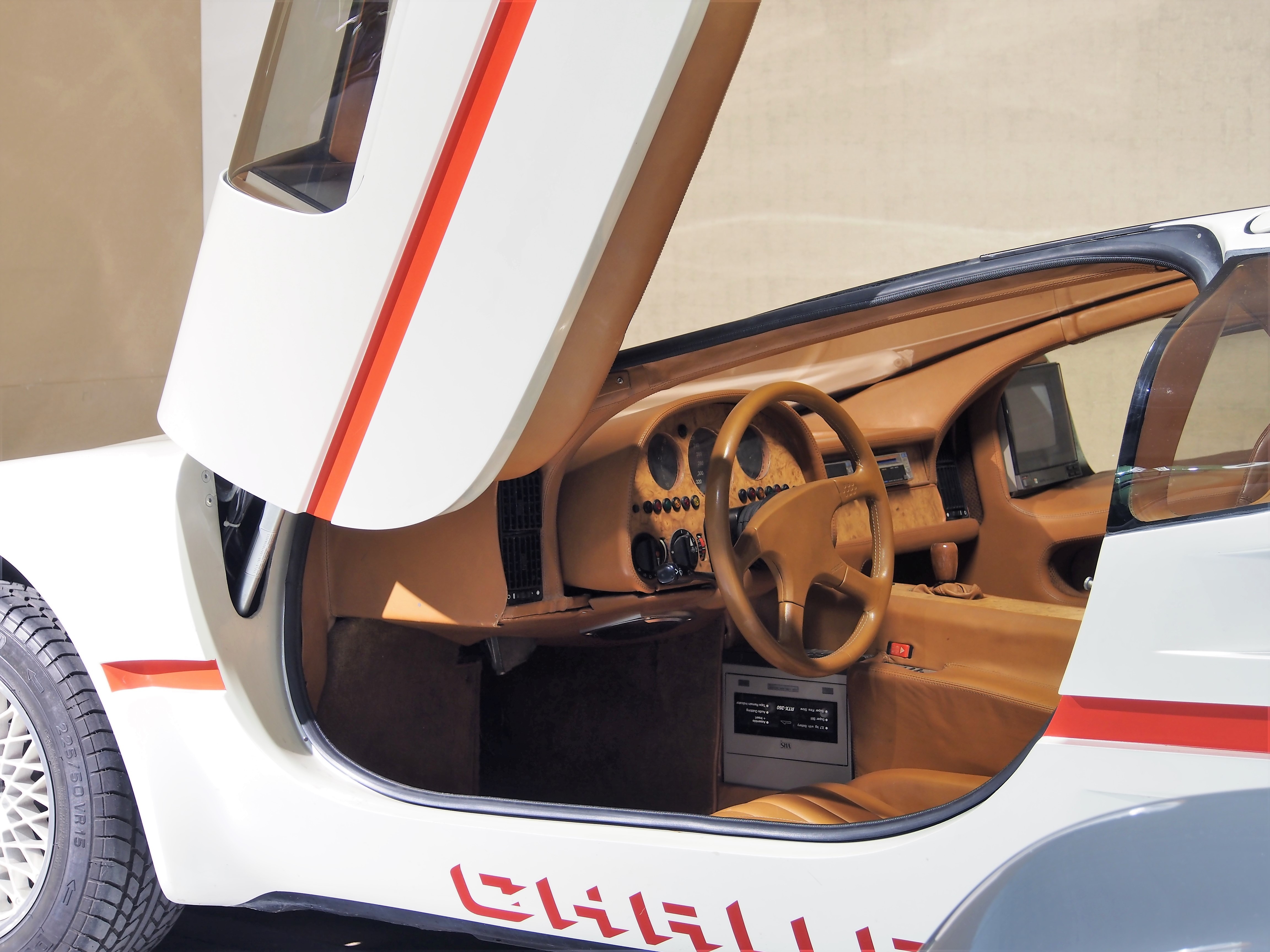
Gli interni

Il design della carrozzeria venne realizzato in maniera tale da offrire il minor coefficiente aerodinamico possibile, tanto da risultare pari a 0,26 cx. Per ottenere ciò non sono presenti elementi sporgenti come gli specchietti retrovisori, i quali sono stati sostituiti da una videocamera posta nel paraurti posteriore. Le immagini vengono inviate ad uno schermo posto nell'abitacolo a cui è abbinato un lettore VHS. 
Come impianto frenante erano presenti 4 freni a disco e due alettoni mobili che si alzavano in fase di frenata per fungere da freni aerodinamici. Come propulsore venne impiegato un V8 derivato da una Mercedes 500 dotato di due turbocompressori IHI che generava la potenza di 350 CV. La trazione era integrale e il cambio automatico a due rapporti era stato ricavato dalla Jeep Cherokee. Gli interni presentavano dei sedili fatti su misura per pilota e passeggero ed inserti in pelle Conolly.
La Challenge 2+2 era equipaggiata invece con 6 cilindri boxer di origine Porsche che erogava la potenza di 300 CV. Il cambio questa volta era manuale a cinque velocità e la trazione era divenuta anteriore. L'impianto frenante era nuovamente a quattro freni a disco. La velocità massima era di 300 km/h.
La Challenge 3 era dotata dello stesso equipaggiamento della 2+2, con l'eccezione del propulsore che, essendo stato potenziato a 3.3 litri, erogava 400 CV di potenza e della configurazione che era tornata a due posti secchi.